# Die Didi-Show
Die Didi-Show war eine zehnteilige Comedyreihe aus dem Jahr 1989 von und mit Komiker und Kabarettist Dieter Hallervorden, die für das ZDF produziert worden war.
Das Konzept der Sendung orientierte sich stark an Hallervorderns Comedyreihe „Nonstop Nonsens“ aus den 1970er-Jahren. Wie in dieser Serie gab es auch in der Didi-Show pro Folge eine in mehrere Kapitel aufgeteilte Spielfilmhandlung, in welcher Hallervorden als Hauptakteur auftritt. Die Geschichte war immer eine andere (u. a. die Jagd nach einer Fliege, Zigarettenholen oder der Weg zum Traualtar), Hallervorden war stets der tragische Held, dessen Vorgehen Chaos und Zerstörung hinterließ. Zwischen den Kapiteln wurden gespielte Sketche, humoristische Monologe von Hallervorden sowie von Prominenten erzählte Lieblingswitze eingespielt. In vier von den zehn Folgen traten als V. I. P. Politiker auf, die einen Witz erzählen durften – zweimal Hans-Dietrich Genscher und zweimal Norbert Blüm.
Neben Hallervorden wirken seine Ex-Frau Rotraud Schindler, Frank Zander, Eberhard Prüter, Wolfgang Bahro, die Schauspieler und Synchronsprecher Gerd Duwner und Manfred Lehmann sowie Hallervordens Kollegen aus dem Kabarett „Die Wühlmäuse“ mit. Während die meisten Darsteller wechselnde Rollen spielten, hatten Hallervorden, Zander und Duwner auch feste Parts, die den roten Handlungsfaden durch alle zehn Episoden bildeten. Hallervorden mimt darin sich selbst als Moderator, der beim Casting Frank Zander mit unlauteren Mitteln ausgestochen hat. Zander sabotiert daraufhin in jeder Episode Hallervordens Ansagen mit unfairen Tricks.
Die Reihe wurde vom ZDF ausgestrahlt und Anfang der 1990er-Jahre dort auch wiederholt. Eine erneute Wiederholung der Reihe lief 2007 und 2010 auf Super RTL sowie 2012 auf ZDFneo.

## DVD-Veröffentlichung
Eine DVD mit allen Folgen und umfangreichen Bonusmaterial wurde von Turbine-Medien am 22. Oktober 2007 veröffentlicht.